# Ściana Wschodnia w Warszawie

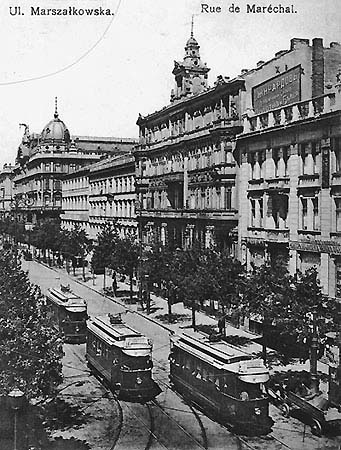
Fragment wschodniej pierzei ulicy Marszałkowskiej przed 1914, w głębi dom Towarzystwa Ubezpieczeniowego „Rosja”. W jej miejscu, po zniszczeniach wojennych, w latach 1962–1969 powstanie Ściana Wschodnia

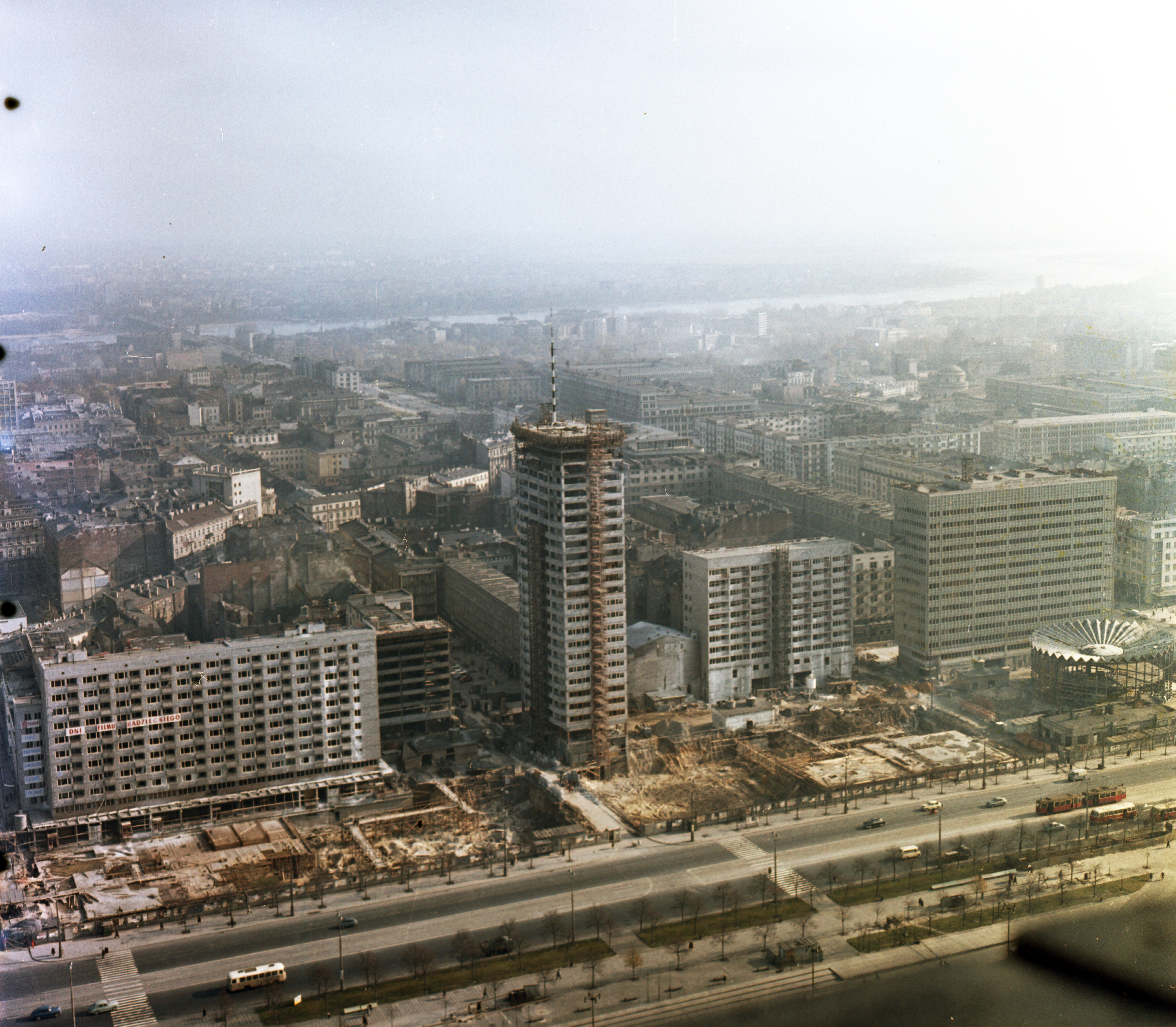
Ściana Wschodnia w budowie (1965)

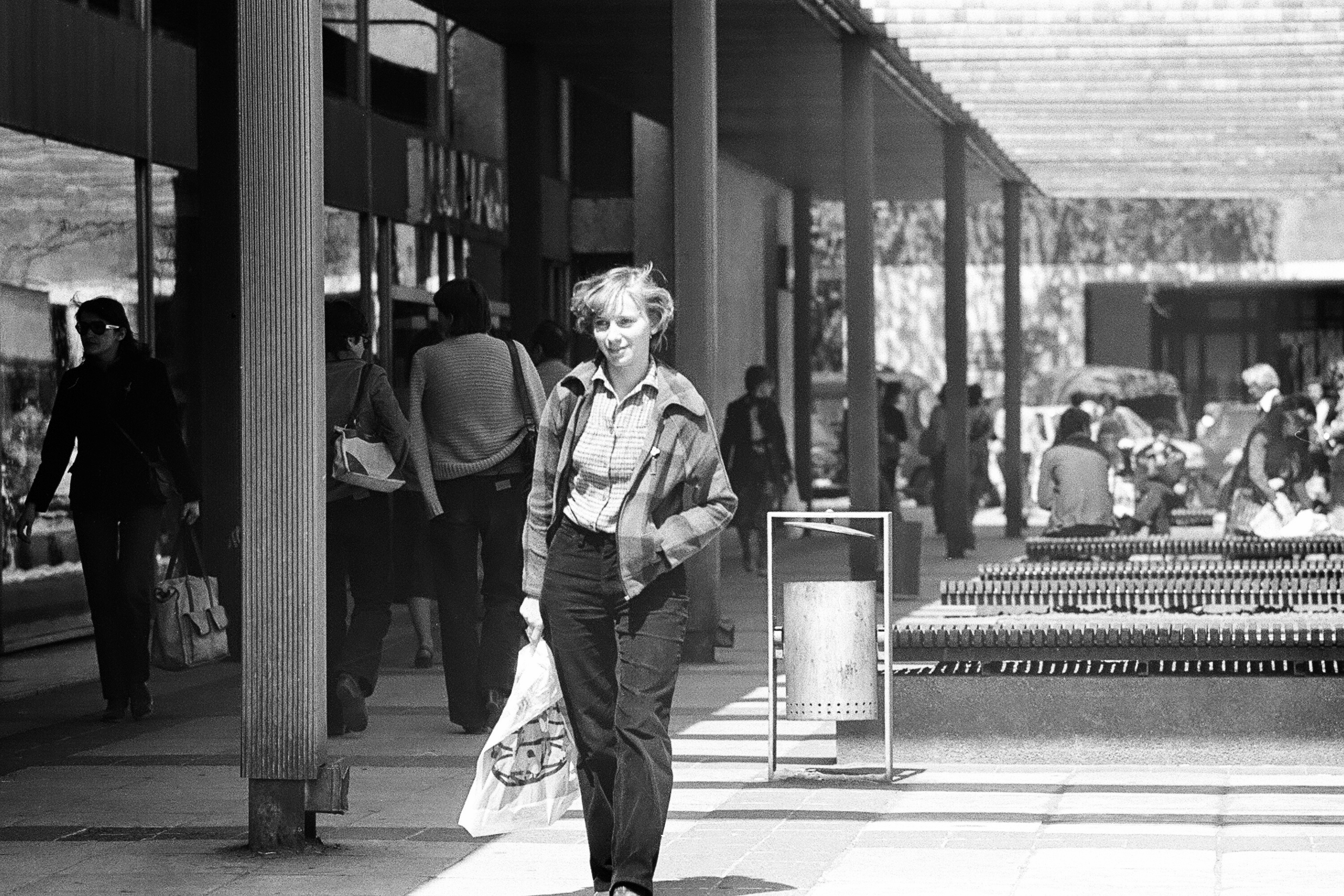
Pasaż Śródmiejski (1981)

Ściana Wschodnia, także Strona Wschodnia lub Strona Wschodnia ulicy Marszałkowskiej – zespół architektoniczno-urbanistyczny w Warszawie wzniesiony w latach 1962–1969 według projektu Zbigniewa Karpińskiego i Jana Klewina.
Zajmuje powierzchnię 4,5 ha między ul. Świętokrzyską, ul. Jasną, ul. Marszałkowską i Al. Jerozolimskimi, z których dwie ostatnie stanowią główne ciągi komunikacyjne Śródmieścia Północnego, przecinające się na południowy zachód od zespołu, na rondzie Romana Dmowskiego. Kwartały przecina ul. Złota, na osi której, po zachodniej stronie ulicy Marszałkowskiej, w latach 1952–1955 wzniesiono Pałac Kultury i Nauki.
Zespół tworzą trzy wieżowce (arch. Zbigniew Wacławek i Jan Klewin), osiem niższych budynków usytuowanych na wschód od nich i cztery domy towarowe położone na zachód, które tworzą wschodnią pierzeję ulicy Marszałkowskiej.
Po zakończeniu budowy Ściany Wschodniej rozpoczęto projektowanie i od 1972 budowę Ściany Zachodniej. Po 1989 zaniechano realizacji projektu.
Zespół jest jednym z najwybitniejszych osiągnięć modernizmu w Polsce. W 2003 został wpisany na listę dóbr kultury współczesnej (jednak nie oznacza to ochrony zabytkowej, przez co poszczególne jej elementy mogą być zastępowane nowymi).

## Kontekst miejsca
Ulica Marszałkowska na obszarze dzisiejszej Ściany Wschodniej była zabudowana typowymi kamienicami czynszowymi z końca XIX wieku o bogato zdobionych fasadach. Typowe domy, np. kamienica Felicjana Jankowskiego (Marszałkowska 130), posiadały po 3 lub 4 piętra o parterach i piętrach zajętych przez wystawy sklepowe. Zabudowa tego fragmentu Marszałkowskiej stopniowo zmieniała się ustępując budynkom nowoczesnym jak żelbetowy gmach PKO (róg Świętokrzyskiej, Marszałkowska 134) czy gmach Towarzystwa Ubezpieczeń „Rosja” (budowa 1901 r, Marszałkowska 124 pomiędzy Moniuszki i Nowosienną). Ulica posiadała też drugą pierzeję gdzie oprócz pałacyku Pruszaka z XVIII wieku (Marszałkowska 141) znajdowały się liczne kamienice utrzymane w stylu secesyjnym, neogotyckim i neobarokowym.
Oprócz sklepów znajdowały się tu także kina – jednosalowe Apollo (610 miejsc, nr 106), Stylowy (900 miejsc, nr 112), Światowid (nr 111) i Capitol (nr 125). Znajdowały się tu także liczne hotele i restauracje.
W 1944 po upadku powstania warszawskiego zabudowa ulicy została w większości zburzona lub spalona. Uchowała się m.in. kamienica pod nr 110, szkielet gmachu PKO na rogu Świętokrzyskiej i mury Dom Towarzystwa Ubezpieczeniowego „Rosja” (do 2 piętra). Handel odradzał się po wojnie w parterach budynków (tzw. parterowa Marszałkowska). Parterowe zabudowania Marszałkowskiej ocalały aż do 1961, a pod kilof poszły także zachowane budynki, m.in. uznana przed wojną za zabytek kamienica pod nr 110.

## Opis
W 1958 rozstrzygnięto ogólnopolski konkurs na zabudowę Ściany Wschodniej, który ex aequo wygrał Zbigniew Karpiński. W roku 1960, jako generalny projektant, wraz z zespołem przygotował nowy projekt, który został zrealizowany w latach 1961–1969. Prace rozpoczęto w sierpniu 1961.
Ściana Wschodnia składała się z 23 budynków o łącznej kubaturze 640 000 m³. Handel i usługi zajmowały 280 tys. m³, część mieszkaniowa 200 tys. m³, biura 75 tys. m³, a pozostałą część stanowiły m.in. obiekty gastronomiczne. W kompleksie znajdują się, pionierskie w owym czasie, budynki wysokościowe i pasaż dla pieszych. Znajdowały się tam 4 domy towarowe: „Wars”, „Sawa”, „Junior” (Domy Towarowe „Centrum”) i „Sezam” oraz trzy punktowce mieszkalne (ukończone w 1969). Pierwszy dom towarowy, „Junior”, oferujący produkty dla osób młodych w wieku od 14 do 20 lat, został otwarty w lipcu 1969.
Na tyłach DT „Centrum” powstał pasaż Śródmiejski (obecnie pasaż Stefana Wiecheckiego „Wiecha”) – kameralny, pieszy ciąg komunikacyjny, z którego prowadziły wejścia do domów towarowych. Powstał jako inspiracja modernistycznym pasażem handlowym Lijnbaan w Rotterdamie z 1953 roku uznawanym za pierwszą w Europie nowoczesną ulicę przeznaczoną tylko dla pieszych. Znajdowały się przy nim także Teatr Mały i Kino Relax. Z tyłu zabudowę uzupełniały niższe budynki mieszkalne.
Część biurową kompleksu stanowiły: Rotunda PKO, siedziba PRL-owskiej Centrali Handlu Zagranicznego „Universal” oraz gmach PZU przy ul. Moniuszki. Budynek „Universalu” powstał w 1965 pod kierunkiem zespołu Jerzego Kowarskiego i został zburzony na przełomie lat 2016 i 2017.

### Wysokościowce
- ul. Zgoda – całkowita wysokość: 87 metrów
- ul. Świętokrzyska – całkowita wysokość: 85 metrów
- ul. Chmielna – całkowita wysokość: 81 metrów

## Rewitalizacje, przebudowy, wyburzenia
W grudniu 2006 zakończono pierwszy etap kolejnej rewitalizacji pasażu „Wiecha”:, według projektu 2 pracowni: maas s.c. oraz Bulanda Mucha Architekci. Rozebrano elementy małej architektury, m.in. fontannę, pergolę schody zewnętrzne oraz charakterystyczny neon baru Zodiak. Po remoncie pasaż zyskał zupełnie inny wygląd, wysokie latarnie i gładki granitowy chodnik. Zmiany spotykały się z krytyką, m.in. na łamach stołecznej Gazety Wyborczej.
W 2009 roku wyremontowano i ocieplono wieżowiec przy ulicy Zgoda oraz dwa pozostałe, identyczne wieżowce Ściany Wschodniej autorstwa architekta Zbigniewa Karpińskiego z 1969 roku. Krytycy wskazują na zniszczenie i nieodtworzenie oryginalnych fasad wieżowców z błyszczących płyt aluminiowych umieszczonych naprzemiennie z czarnymi pasami wzdłuż okien mieszkań co tworzyło wyjątkowo dopracowaną kompozycję wizualną. Aktualnie fasady są już uproszczone i wykonane z szarych płyt blaszanych z podziałami przypominającymi kafelki.
W 2011 budynki Domów Towarowych Centrum zostały nadbudowane o jedno piętro biurowe według projektu pracowni MAAS Architekci.
W 2014 zburzono Spółdzielczy Dom Handlowy „Sezam” umieszczony przy skrzyżowaniu ulic Marszałkowskiej i Świętokrzyskiej, by w latach 2016–2018 wznieść w jego miejscu budynek biurowy Centrum Marszałkowska połączony pod ziemią z pobliską stacją metra.
Na przełomie lat 2016 i 2017 został wyburzony 55-metrowy biurowiec Universal, by ustąpić oddanej w 2021 roku 95-metrowej wieży Widok Towers. Wyburzenie i zastąpieniem projektem Piotra Bujnowskiego i Martina Troethana wzbudziło krytykę m.in. architekta Andrzeja Kaliszewskiego pracującego w zespole Karpińskiego od początku projektowania Ściany Wschodniej.

### Galeria

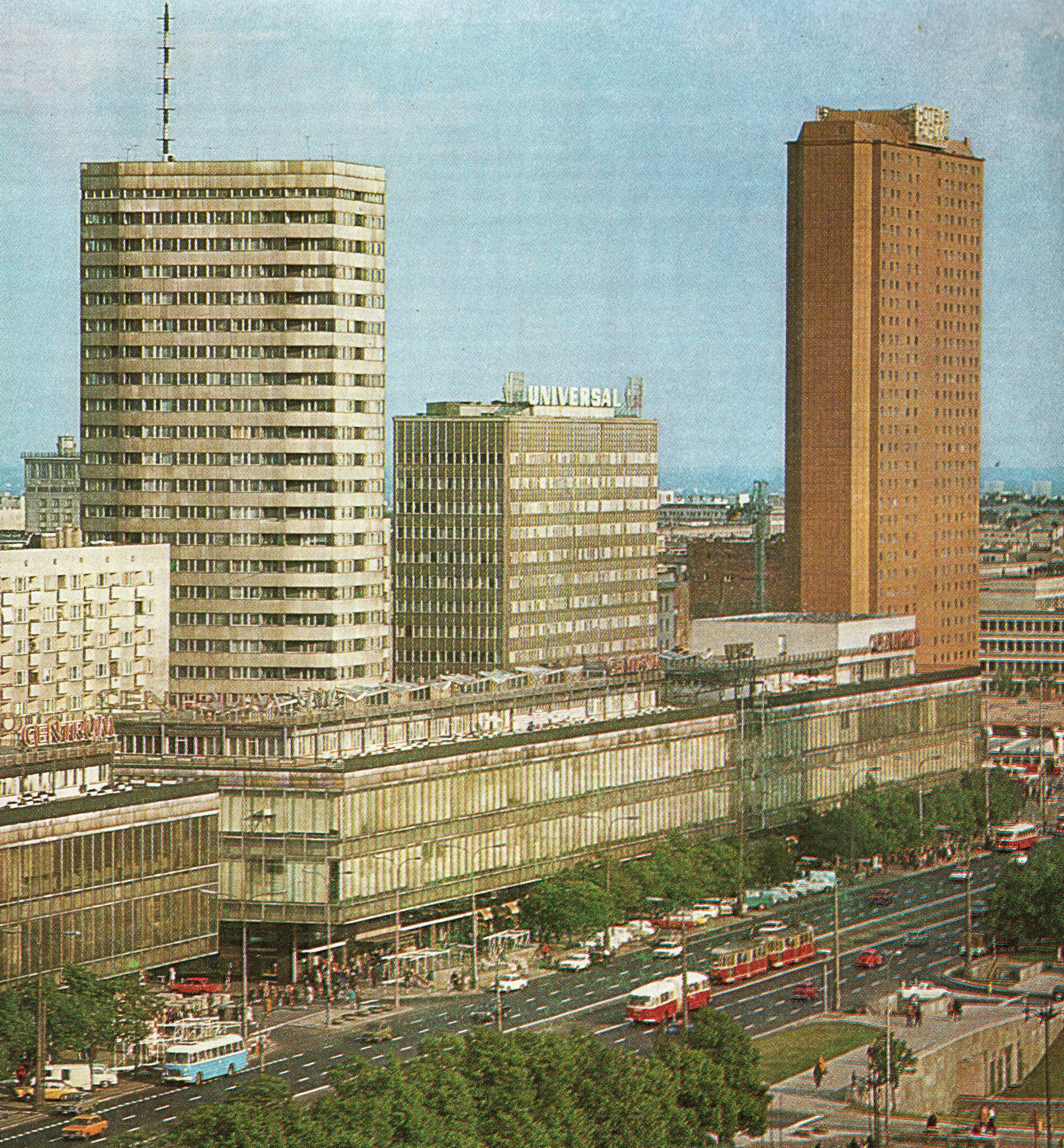
Południowa część Ściany Wschodniej ok. 1975
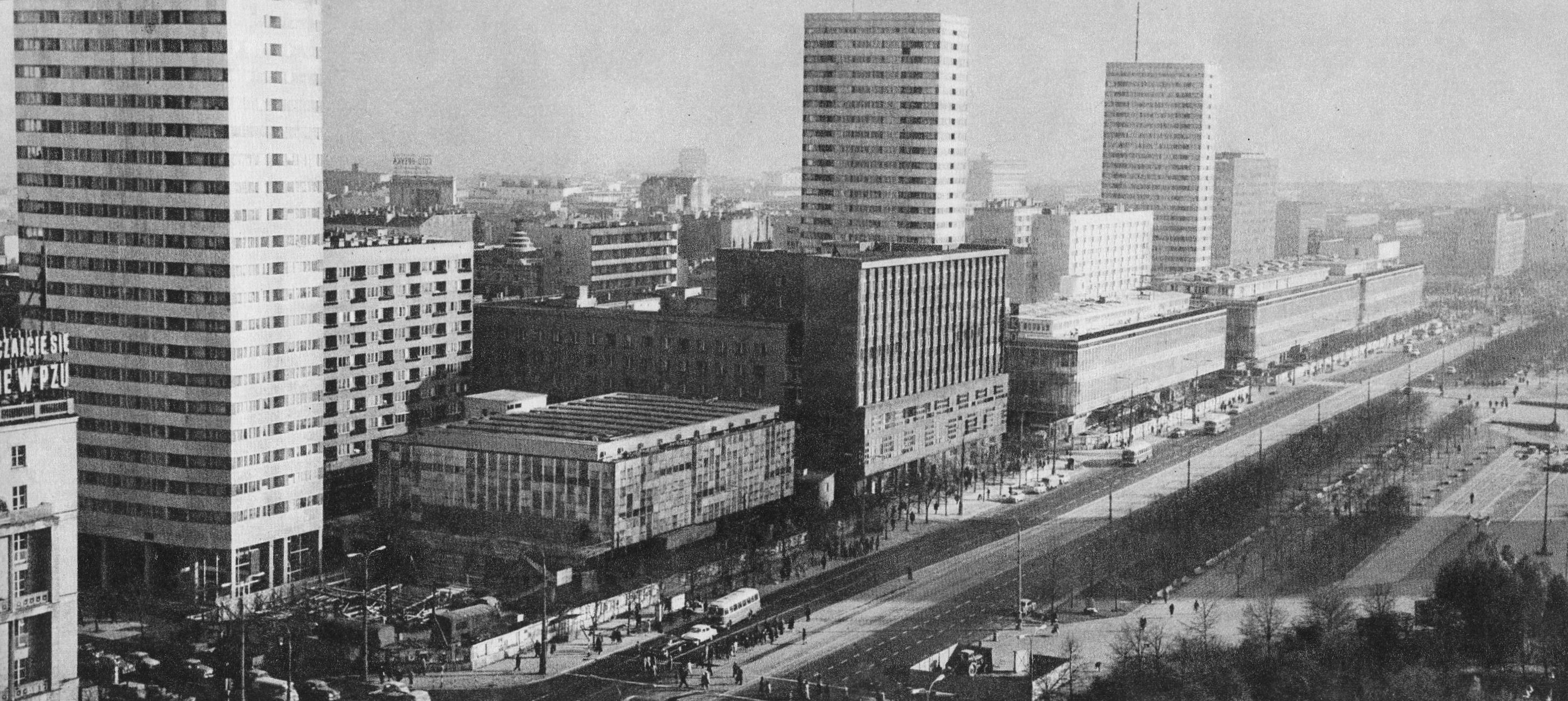
Ściana Wschodnia w latach 60.
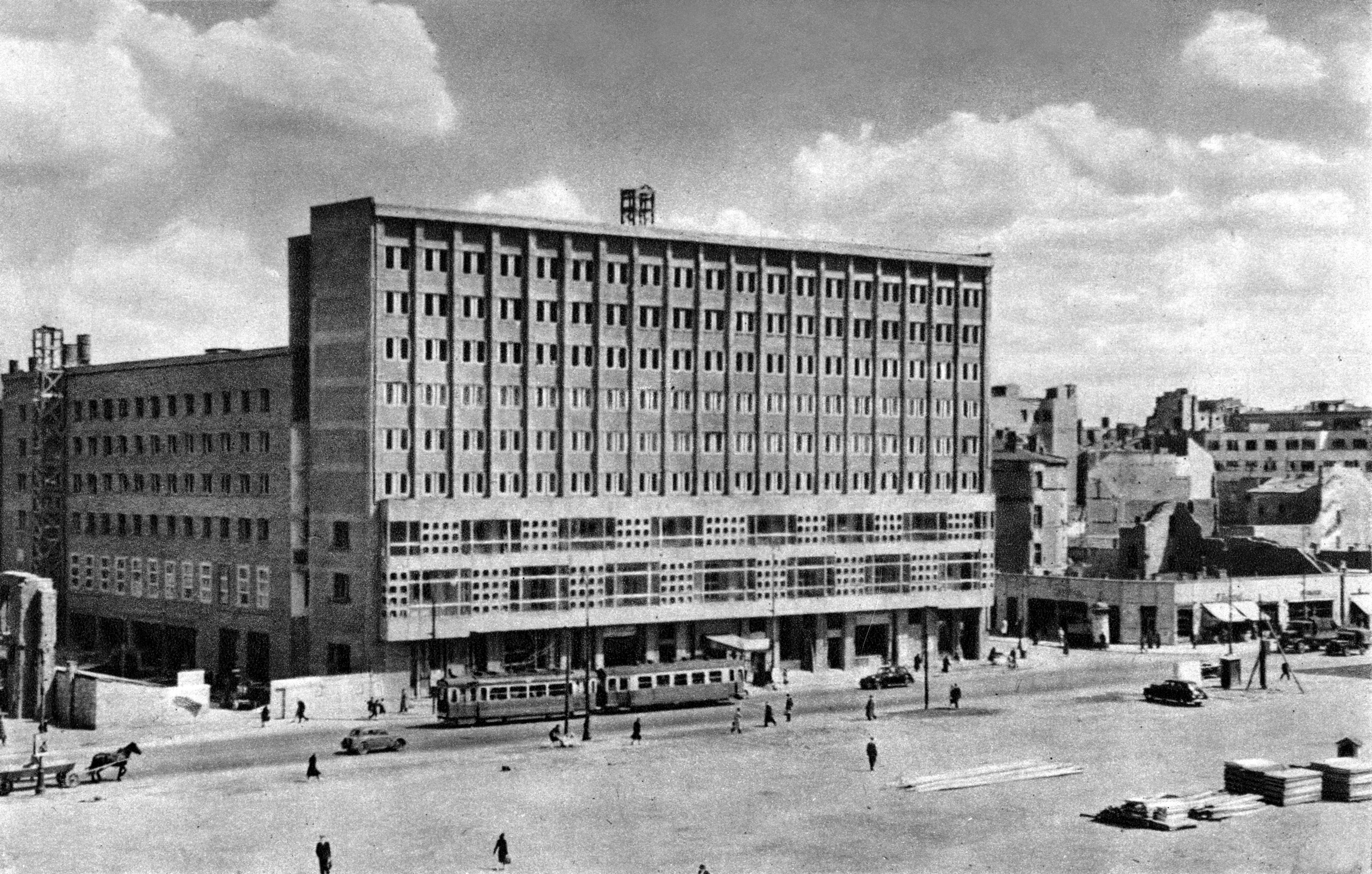
Budynek Powszechnej Kasy Oszczędności, nazywany „domem Pod Sedesami”
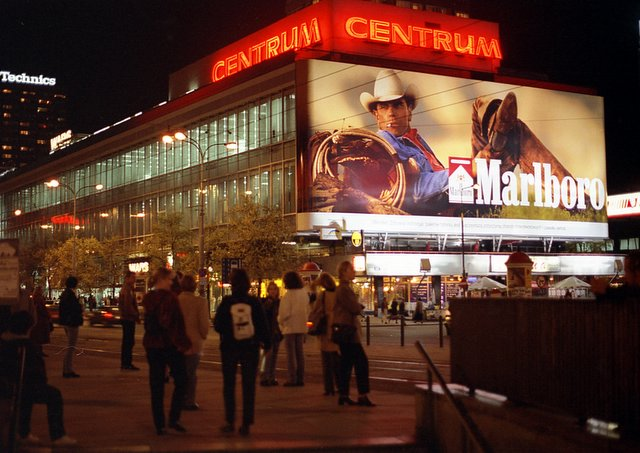
Domy Towarowe „Centrum”, 2000
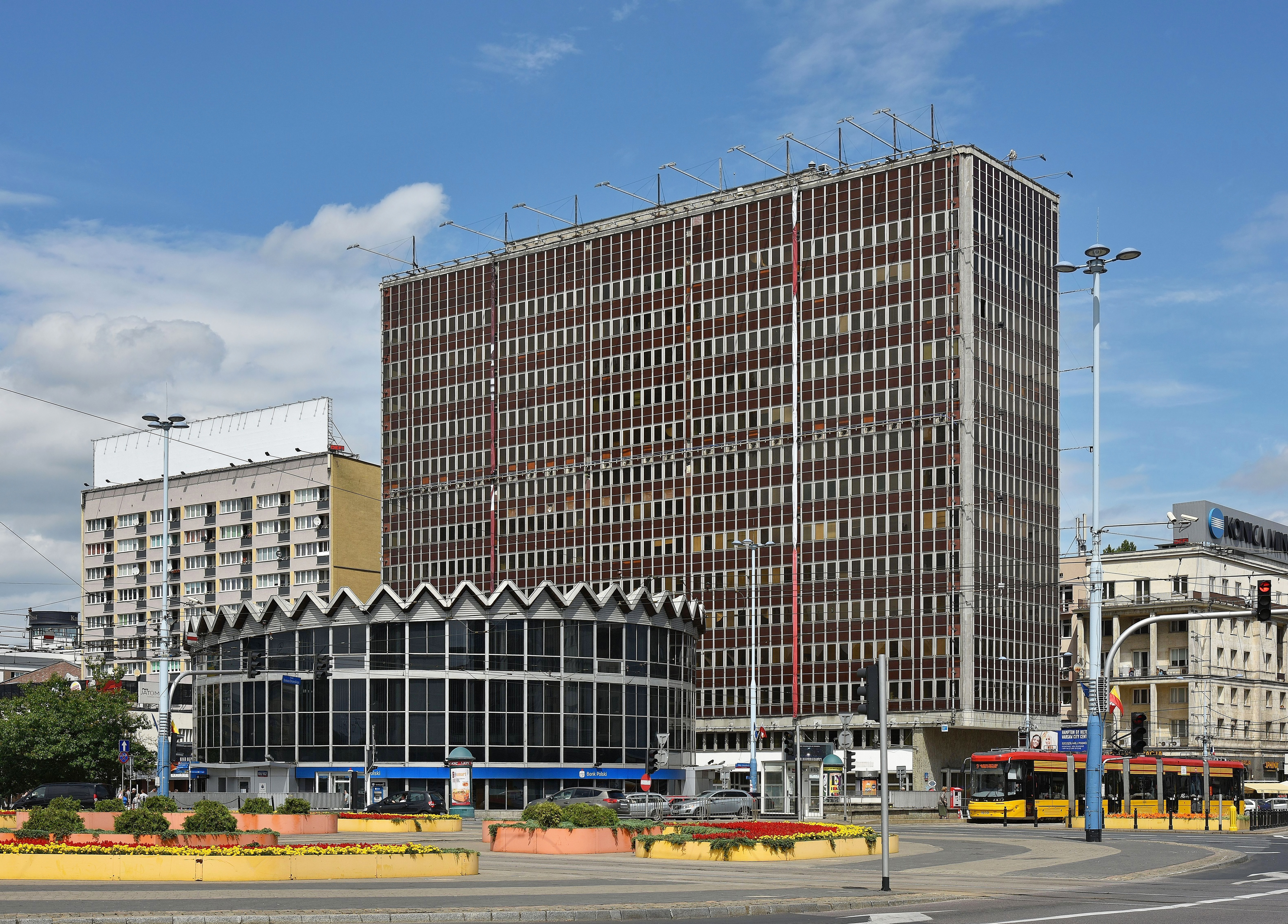
Rotunda PKO (1966–2017) i nieistniejący budynek Universalu
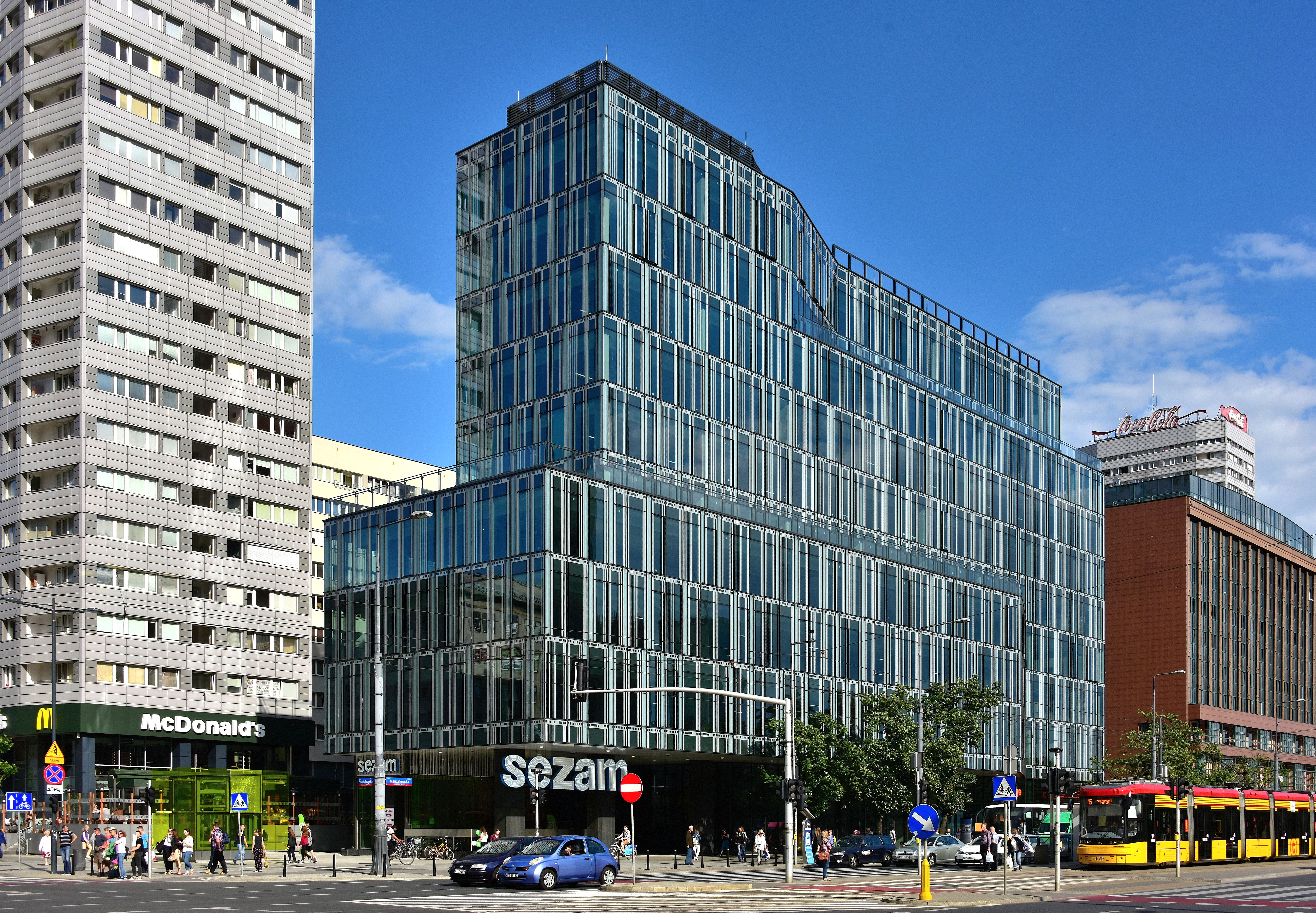
Centrum Marszałkowska, róg ul. Świętokrzyskiej i Marszałkowskiej